# Cyril Smith

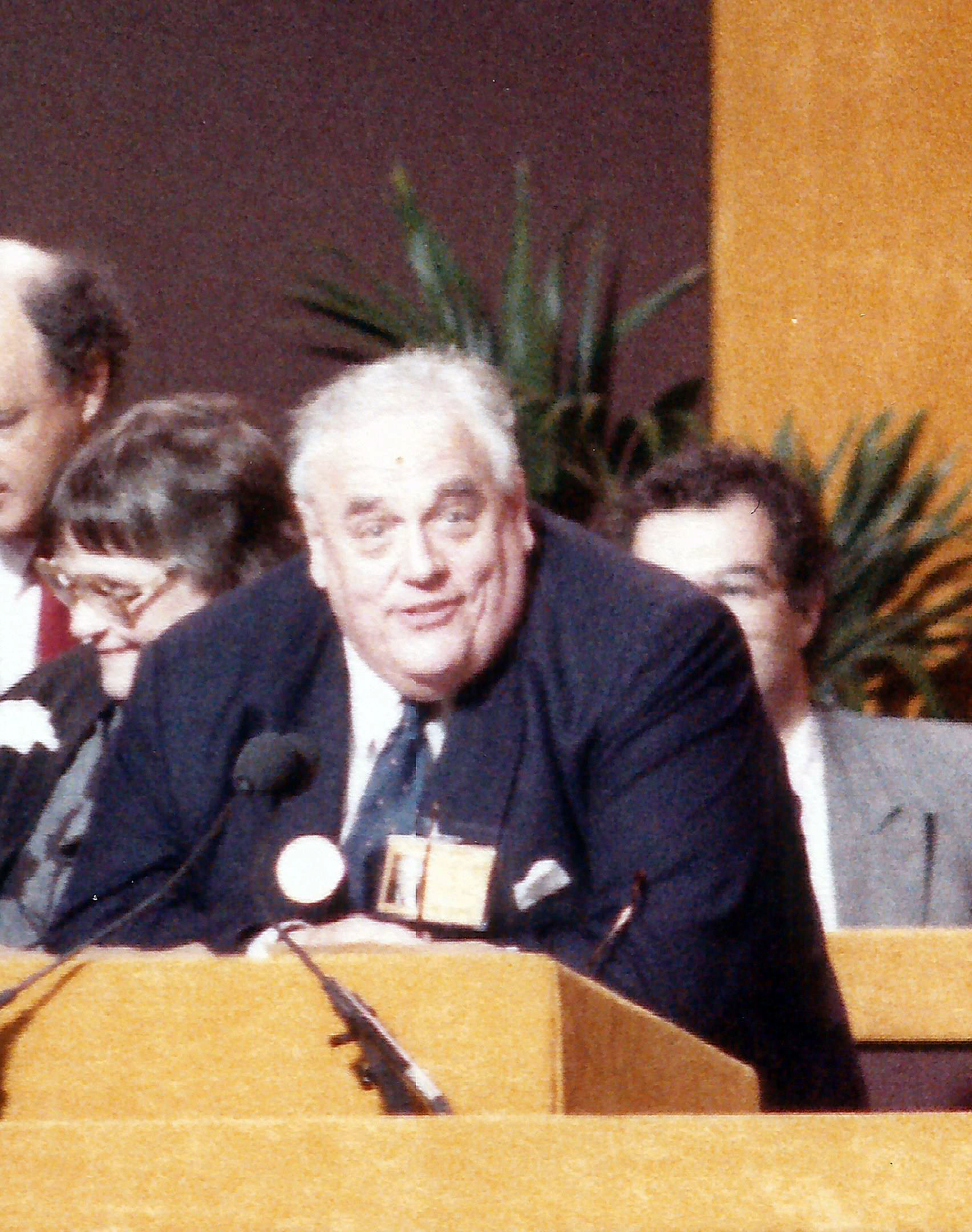
Smith, 1987

Sir Cyril Smith (* 28. Juni 1928 in Rochdale, Lancashire; † 3. September 2010 ebenda) war ein britischer Politiker.
Smith war von der Rochdale by-election, 1972 bis zur Unterhauswahl 1992 Mitglied im House of Commons (MP), für Rochdale. 1976/77 fungierte er als oberste (englisch chief) Whip der Liberal Party. Er gilt als politischer Einzelgänger und wechselte mehrfach seine Parteimitgliedschaft.
Der Nachwelt bleibt er auch im Hinblick auf seine Leibesfülle, wegen seiner Rolle in einem Asbestskandal sowie aufgrund von Anschuldigungen des Kindesmissbrauchs im kollektiven Gedächtnis.

## Leben
Smith wurde in Rochdale, Lancashire, als uneheliches Kind ohne öffentlich bekannten Vater geboren. Er selbst beschrieb sich als sozial benachteiligt. Er wuchs mit seiner Mutter – einer Dienstmagd für eine örtliche Textilfabrikantenfamilie – einem Halbbruder und einer Halbschwester, ebenfalls unehelich, sowie seiner Großmutter in einem kleinen Haus auf.

## Karriere
Smith war ab 1945 als Mitglied der Liberal Party in der Lokalpolitik Rochdales aktiv. 1950 trat er zur Labour Party über und saß für diese im Rat von Rochdale. 1966 wurde er Bürgermeister von Rochdale. 1967 trat er wieder zur Liberal Party über. Nachdem er bei der Unterhauswahl 1970 noch dem Labour-Kandidaten Jack McCann unterlegen gewesen war, gewann er nach dessen Tod die Nachwahl am 26. Oktober 1972 mit fast einem Dutzend Prozentpunkten Gewinn an Wählerstimmenanteil. Am 2. November 1988 wurde er als Knight Bachelor geadelt und im Dezember 1998 als Member in den Order of the British Empire aufgenommen.

## Nachleben
Nach Smiths Ableben wurden mehrere Anschuldigungen sexuellen Kindesmissbrauchs veröffentlicht, was die Greater Manchester Metropolitan Police glauben ließ, er sei ein sexueller Serientäter gewesen. Im November 2012 forderte Smiths Nachfolger im Sitz für Rochdale Simon Danczuk (Labour) eine Untersuchungskommission. Die Polizei in Manchester und der Crown Prosecution Service erklärten zwei Wochen später, es gebe „überwältigende Beweise“ dafür, dass Smith sechs Jungen aus dem Kinderheim Cambridge House in Rochdale und zwei weitere missbraucht habe, angeblich unter dem Vorwand einer medizinischen Untersuchung oder einer Bestrafung wegen Fehlverhaltens.

## Bibliografie
- Cyril Smith: Big Cyril: Autobiography. 1977, ISBN 0-491-02261-1.
- Reflections from Rochdale: As I Saw it and as I See it (1997) ISBN 1-85187-340-6.
- „Cyril Smith“, entry by Tim Farron in Brack et al. (eds.) Dictionary of Liberal Biography (Politico’s, 1998)
- Simon Danczuk, Matthew Baker: Smile for the Camera: The Double Life of Cyril Smith. Biteback, 2014, ISBN 978-1-84954-644-7.